# Amazon Eve
Amazon Eve là một người mẫu kiêm huấn luyện viên thể dục. Cô cao 2,03 mét (6 ft 7,921260 in). Cô đã có mặt trên bìa tạp chí Zoo Weekly của Úc. Nhiều tin trên báo chí gọi cô là "người mẫu cao nhất thế giới". Cô mang trong mình hai dòng máu Đức và Hà Lan. Mẹ cô cao 1,85 mét (6 ft 0,834646 in), còn ba cô cao 2,01 mét (6 ft 7,133858 in), và em trai cô có chiều cao vượt trội 2,26 mét (7 ft 4,9763780 in).

## Tiểu sử
Eve lớn lên trong một thị trấn nhỏ ở miền trung California. Khi 14 tuổi cô đã cao 1,8 mét (5 ft 10,86614 in) và cao hơn hầu hết nhiều người trưởng thành. Trong 4 năm tiếp theo cô đã cao lên 22,9 xentimét (9,015748031 in). Cô có một tình trạng y học hiếm gặp làm cho chiều cao tăng đến 2,06 mét (6 ft 9,102362 in) khi cô 18 tuổi. Cô cũng từng học nghệ thuật sân khấu và quản lý doanh nghiệp ở trường đại học. Sau đó cô học luật và thể dục sinh lý học. Cô trở thành huấn luyện viên thể dục. Cô là người mẫu cao nhất thế giới ghi nhận bởi Sách Kỷ lục Guinness  Cô đi khắp thế giới chụp ảnh so sánh chiều cao và trong công việc làm người mẫu của cô và viết những chuyến đi của mình trên trang web cá nhân  Eve hiện đang sống tại Redondo Beach, California.

## Tranh cãi
Bởi vì chiều cao và giọng nói trầm khàn của mình, có tin đồn rằng Eve thực ra là một người chuyển đổi giới tính. Tuy nhiên, trong nhiều cuộc phỏng vấn với giới truyền thông, cô đã bác bỏ những tin đồn này, và tuyên bố rằng "Tôi sinh ra là một người phụ nữ, đó là những gì trên giấy khai sinh của tôi." 